# Bergfest (Volksfest)
Bergfest ist eine Kurzbezeichnung für Volks-, Heimat- oder Kirchenfeste, bei denen ein Berg als Veranstaltungsort oder als identitätsstiftender Namensgeber fungiert. 
In Bergbaugegenden war das Bergfest für die Bergleute der gesellschaftliche Höhepunkt des Jahres. Zum Programm gehörten der Berggottesdienst, eine Bergparade sowie die Bergmusik. 
Ein solches Bergfest mit bergbaulicher Tradition fand am 9. September 2018 in Oelsnitz im Erzgebirge in Anlehnung an die Traditionen im Lugau-Oelsnitzer Steinkohlenrevier statt.
Zur überregionalen Unterscheidung wird meist der Name der Ortschaft oder des Berges als Attribut hinzugefügt. Bekannte Bergfeste sind die Bergkirchweih Erlangen und die Bergfestwoche der Wallfahrtskirche Maria Hilf in Amberg. Einige Veranstaltungen, die heute nur noch einfach „Bergfest“ genannt werden, sind aus ehemaligen Bergturnfesten hervorgegangen oder stehen bis heute in dieser Tradition, wie z. B. das Feldbergfest.